# Galleria Sciarra
La Galleria Sciarra è un edificio di Roma, sito nel rione Trevi. È noto come Galleria Sciarra, in quanto costituisce un passaggio pedonale coperto - cortile privato ma aperto al pubblico negli orari d'ufficio - gli ingressi sono a Via Marco Minghetti e Piazza dell'Oratorio, la Galleria è molto vicina alla Fontana di Trevi, ciò nonostante è un luogo poco visitato e conosciuto solo dai turisti più attenti e dagli abitanti del posto.
Galleria Sciarra, insieme alla ben più nota Galleria Sordi, è uno dei pochi esempi di architettura liberty della città di Roma. La Galleria è inserita in un prestigioso complesso architettonico che parte dal Banco di Roma e termina al teatro Quirino su via delle Vergini, occupandone il centro come un vero e proprio cuore liberty del complesso.

## Descrizione e storia
Anticamente, nella zona occupata dalla galleria, si trovava la Porticus Vipsania, costruita da Vipsania Polla, sorella di Marco Vipsanio Agrippa (che possedeva una villa nei dintorni). In quest'area, da sempre edificata, sorsero edifici di uso civile e sacro: templi, dimore patrizie ed infine nobiliari.
La Galleria è una struttura appendice di un palazzo nobiliare più antico, costruito tra la fine del Cinquecento e l'inizio del Seicento, che fin da allora si configurò come uno dei più ricchi ed imponenti edifici della città, curato fin nei particolari architettonici. Il portone, ad esempio, è stato definito come uno dei più bei portoni di Roma, tanto da essere inserito nelle quattro meraviglie della città eterna.
L'edificio come lo conosciamo oggi nacque tra il 1885 e il 1888 come cortile estremo del Palazzo Sciarra Colonna di Carbognano, nella fase di ristrutturazione e modernizzazione dei rioni centrali di Roma. In questo periodo storico si collocano diverse ristrutturazioni e costruzioni di palazzi borghesi, poiché con il passaggio della capitale d'Italia da Firenze a Roma si aprì un proficuo periodo di trasformazione per la città eterna, che con il suo nuovo ruolo necessitava creare nuovi spazi prestigiosi per un apparato burocratico all'altezza. A Roma fiorivano nuove attività commerciali, la popolazione continuava a crescere e con lei la necessità di nuovi spazi abitativi. Il fermento culturale dell'epoca si rivede nella ricchezza delle decorazioni e nello sfarzo della Galleria, che mostra il nuovo pregio della capitale.
La galleria, voluta dal principe Maffeo Barberini Colonna di Sciarra, VIII principe di Carbognano, aveva la funzione di collegare gli spazi di sua proprietà. Il nobile infatti, oltre ad essere impegnato nell'attività politica di deputato del Regno d'Italia, era anche un imprenditore nell'ambito dell'editoria. Galleria Sciarra, oltre alla sua dimora ospitava anche la redazione del quotidiano  La Tribuna, e successivamente anche la redazione della celebre rivista letteraria che ebbe come direttore Gabriele D'Annunzio, la Cronaca Bizantina.
Il progetto fu affidato all'architetto Giulio De Angelis, architetto noto per aver lavorato alla costruzione del palazzo della Rinascente e della sede del quotidiano Il Popolo Romano. De Angelis, particolarmente attento all'uso della ghisa nelle nuove costruzioni e molto vicino allo stile liberty inglese, progettò la struttura che vediamo ancora oggi: un cortile pedonale a pianta quadrangolare coperto da una volta in ferro e vetro, con colonne di ghisa agli ingressi e richiami alla cultura classica negli affreschi. Il vano centrale è ricco di partiture architettoniche e fu dipinto da Giuseppe Cellini; in collaborazione con il letterato Giulio Salvatori, che ne curà il progetto iconografico. La decorazione in stile Liberty realizzata con la tecnica dell'encausto, sviluppa il tema iconografico della “Glorificazione della donna”, illustrando modelli di virtù femminili: “La Pudica”, “La Sobria”, “La Forte”, “L'Umile”, “La Prudente”, “La Paziente”, “La Benigna”, “La Signora”, “La Fedele”, “L'Amabile”, “La Misericordiosa”, "La Giusta". Le donne dipinte dal Chiellini come figure di estrema grazia ed eleganza, sono un omaggio alla madre del principe Maffeo: sullo scudo dei vani d'ingresso della galleria infatti troviamo le sue iniziali: CSS, Carolina Colonna Sciarra.
In un altro filone narrativo delle pitture e delle decorazioni troviamo scene della vita borghese dell'epoca: La Cura del Giardino, Il Pranzo Domestico, L'esercizio Musicale, Le Opere di Carità, La Toletta e La Conversazione Galante. La leggenda vuole che in quest'ultima rappresentazione l'uomo che conversa amabilmente con una donna altolocata sia proprio Gabriele d'Annunzio.
Tra le decorazioni troviamo anche degli elementi in terracotta che richiamano le antiche arti etrusche, romane e greche, con un rimando alla classicità che si incastona perfettamente nel contesto moderno della galleria.
Va notato che, nel restauro realizzato alla fine degli anni 1970 per ragioni di sicurezza, l'edificio fu completamente svuotato all'interno e ricostruito in cemento armato. Furono però salvaguardate le decorazioni pittoriche e le strutture in ferro.

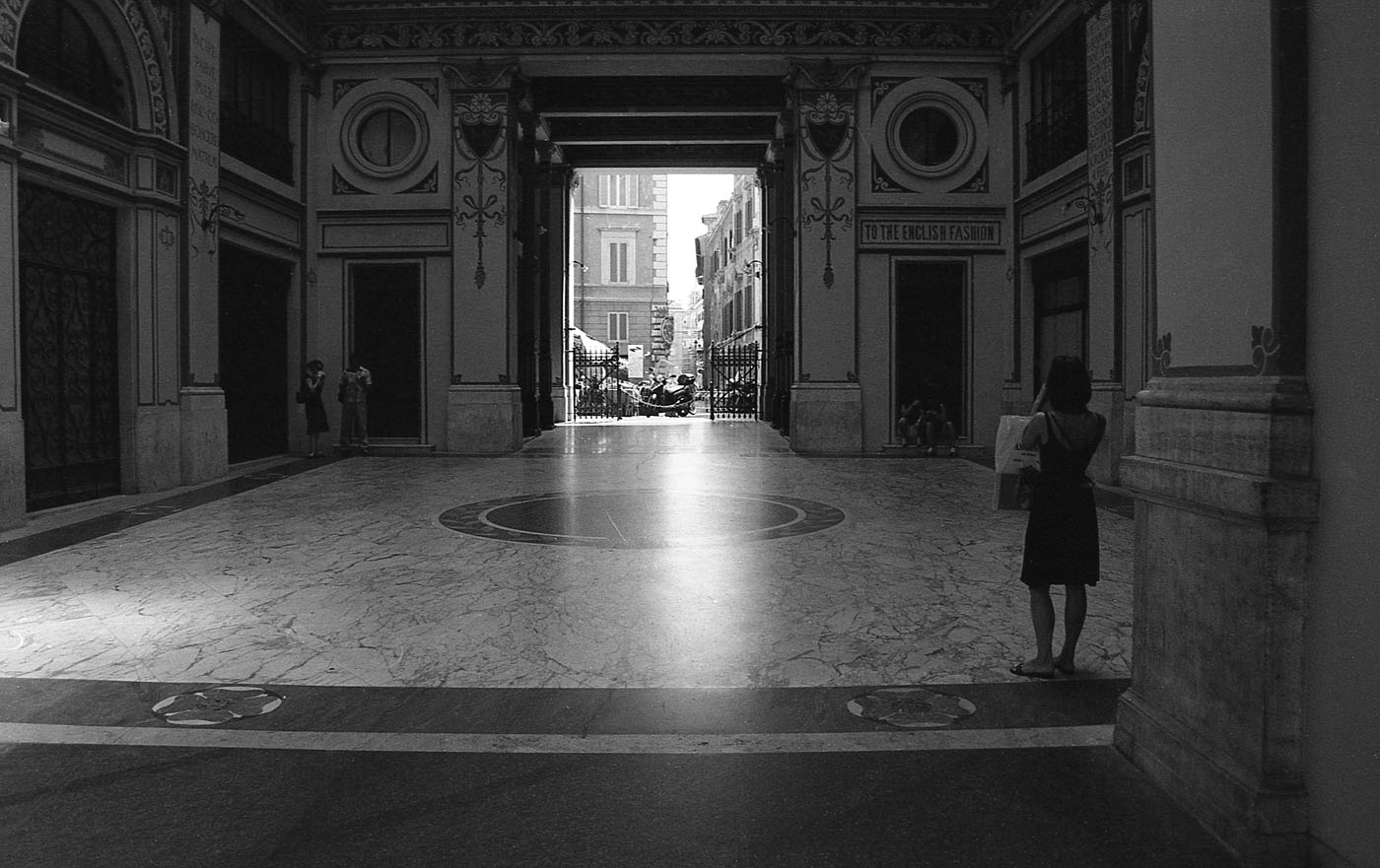
La Galleria Sciarra nel 2012.